# Aéroport Alcides-Fernández
Pour les articles homonymes, voir ACD.
L'aéroport Alcides-Fernández (code IATA : ACD • code OACI : SKAD) est un aéroport situé à environ deux kilomètres au sud-est du centre d'Acandí dans le département de Chocó, en Colombie, une municipalité située sur la côte de la mer des Caraïbes à environ une vingtaine de kilomètres à vol d'oiseau de la frontière entre la Colombie et le Panama. Il est nommé en l'honneur de Alcides Fernández (1917-1995), prêtre clarétain, aux idées proches de celles de la théologie de la libération, ayant appris à piloter en Espagne et arrivé avec son monoplan dans la région au milieu des années 1950, utilisant ensuite souvent — et au péril de sa vie, survivant à deux accidents aériens — ses compétences d'aviateur dans son action missionnaire et de soutien aux communautés rurales, fondant notamment, outre des villages, des aérodromes sommaires le long des rives du fleuve Atrato,.

## Histoire
L’aéroport est considéré par la population locale comme essentiel, pour relier leur région, excentrée et mal desservie par les transports au sol, au reste de la Colombie (et aussi au Panama voisin). Cependant, au début de l'année 2000, l'aéroport est fermé en raison d'une baisse de la fréquentation touristique d'Acandí. Mais la municipalité investit trente millions de pesos pour agrandir la piste et améliorer les installations du terminal. Des fonds gouvernementaux supérieurs sont versés pour rénover l'aéroport, dans le cadre du Plan Colombie. Le rétablissement du service commercial est inauguré en 2003, en présence d'officiels colombiens : le ministre des Transports Andrés Uriel Gallego (es) et le directeur de l'aviation civile Juan Carlos Vélez (es). Autrefois fréquenté par les compagnies aériennes West Caribbean et Aerolínea de Antioquia (es), Alcides-Fernández est aujourd'hui seulement desservi, pour les vols réguliers et charters, par Aerolínea de Antioquia, le reliant à l’aéroport Olaya-Herrera (es) de Medellín.

## Situation
| \| 20 km1:4 119 000 \| Acandí Apartadó / Carepa Araracuara Arauca Armenia Bahía Solano Barrancabermeja Barranquilla / Soledad Bogota Bucaramanga · Lebrija Buenaventura Cali Carthagène · des Indes Corozal Cúcuta Florencia Guapi Ibagué Ipiales · Aldana La Chorrera La Pedrera Leticia Maicao Manizales Medellín Medellín O. H. Mitú Montería Neiva Nuquí Ocaña Pereira Popayán Providencia Puerto · Asís Puerto · Carreño Quibdó Riohacha San Andrés San José · del Guaviare San Juan · de Pasto San Vicente · del Caguán Santa Marta Saravena Tame Tumaco Valledupar Villavicencio Yopal |
| 20 km1:4 119 000 |